# Abdel Moneim Wahibi
Abdel Moneim Wahibi Hassanein (arabisch عبد المنعم وهبي, DMG ʿAbd al-Munʿim Wahbī; * 3. Januar 1912 in Kairo; † 8. Mai 1988 ebenda) war ein ägyptischer Basketballspieler, -schiedsrichter und Sportfunktionär.

## Biografie
Abdel Moneim Wahibi spielte in den 1930er Jahren für den al Ahly SC und nahm mit der ägyptischen Nationalmannschaft an den Olympischen Sommerspielen 1936 in Berlin teil.
Fortan war er als Schiedsrichter aktiv. In dieser Funktion leitete er die Spiele bei den Olympischen Sommerspielen 1948 und 1952. 1952 pfiff er unter anderem mit dem Belgier François Van der Perren das Endspiel.
Von 1968 bis 1976 war er Präsident  des ägyptischen Basketballverbands und hatte zudem zwischen 1972 und 1974 das Präsidentenamt des Ägyptischen Olympischen Komitees inne.
Des Weiteren war Wahibi von 1968 bis 1976 Präsident der FIBA.
1981 erhielt Wahibi den Olympischen Orden in Silber und wurde 2007 in die FIBA Hall of Fame aufgenommen.